# Max-Planck-Institut für Biologie

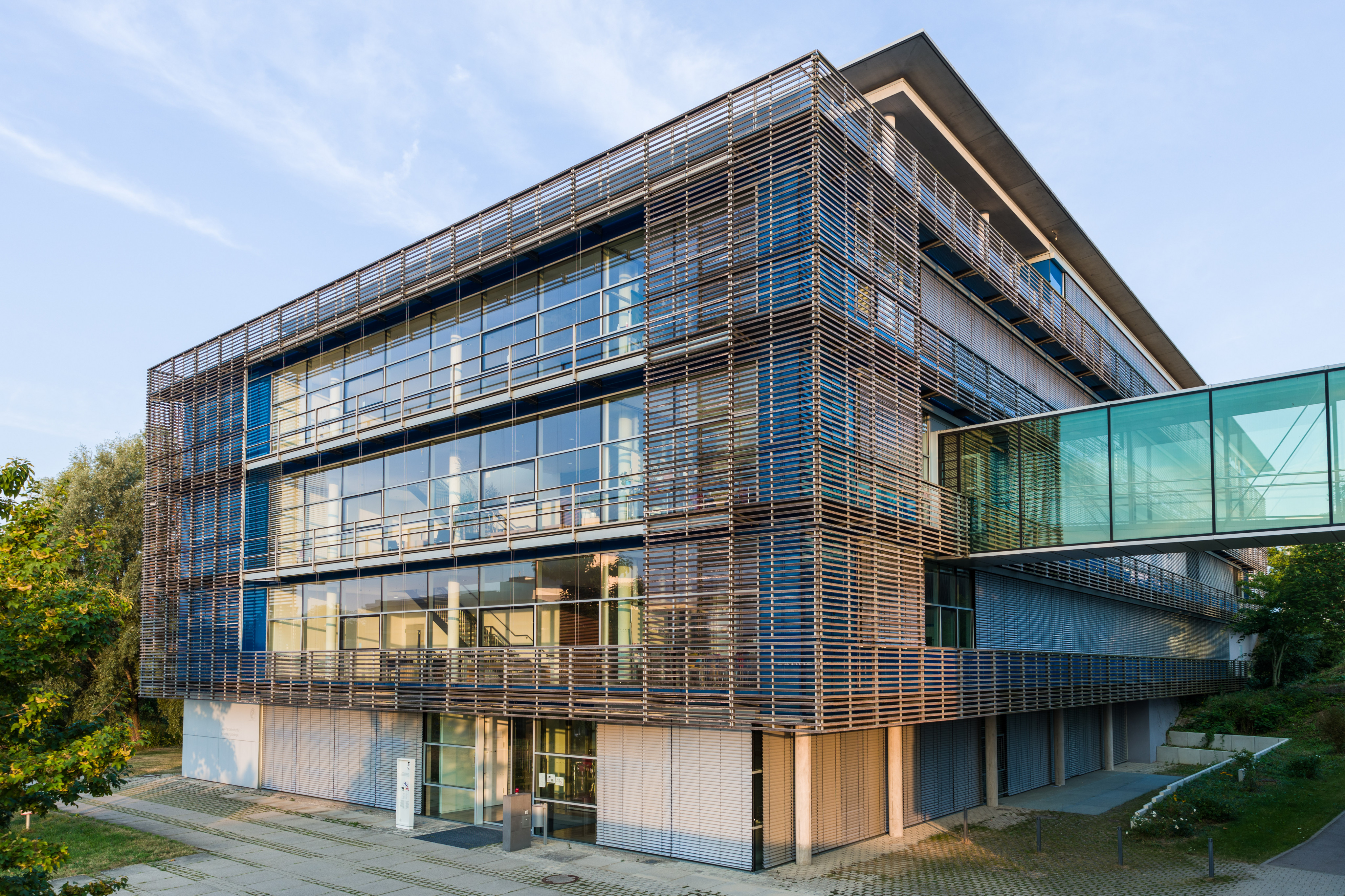
Max-Planck-Institut für Biologie

Das Max-Planck-Institut für Biologie Tübingen ging 1954 aus dem 1912 gegründeten Kaiser-Wilhelm-Institut für Biologie in Berlin-Dahlem hervor und war eine außeruniversitäre Forschungseinrichtung unter der Trägerschaft der Max-Planck-Gesellschaft (MPG). 

## Geschichte
Die ersten Direktoren des 1912 gegründeten Kaiser-Wilhelm-Instituts für Biologie waren der Botaniker und Genetiker Carl Correns und der Embryologe Hans Spemann. Weitere bekannte wissenschaftliche Mitglieder aus der Gründungszeit wie Otto Warburg oder Richard Goldschmidt traten ihr Amt erst nach dem Ende des Ersten Weltkriegs an. Spemann schied bereits 1919 aus, Correns starb 1933, Goldschmidt emigrierte 1936 nach Amerika.
Wegen der zunehmenden Bombardierung Berlins im Zweiten Weltkrieg wurden wichtige Teile des Instituts 1943 nach Hechingen, Trins und Seefeld (Oberbayern) sowie 1945 nach Tübingen verlagert, wo Alfred Kühn, seit 1937 2. Direktor und seit Mai 1945 Geschäftsführender Direktor des Instituts, 1945 Ordinarius für Zoologie wurde. 1949 erfolgte die Umbenennung in Max-Planck-Institut für Biologie. 1950 wurde der erste Neubau in Tübingen fertiggestellt, in den Folgejahren kamen weitere Bauten dazu, sodass das Institut schließlich Adressen in der Correns-, der Spemann- und der Melanchthonstraße hatte.
Aus der Virologie-Arbeitsgruppe des Instituts entstand 1954 das Max-Planck-Institut für Virusforschung. Aus einer 1958 entstandenen Kybernetik-Forschungsgruppe des Instituts ging 1960 eine von Werner Reichardt geleitete Abteilung hervor, die 1968 als eigenständiges Max-Planck-Institut für biologische Kybernetik ausgegliedert wurde. 1993 wurde aus einer weiteren Abteilung des Instituts das Max-Planck-Institut für Infektionsbiologie in Berlin.
1983 hatte das Institut 124 Mitarbeiter. Im Jahr 2000 bestand es aus drei Abteilungen. Mit der Emeritierung der Leiter zweier Abteilungen (Jan Klein und Peter Overath) und dem Wechsel des Leiters der dritten Abteilung (Thomas F. Meyer) an das Max-Planck-Institut für Infektionsbiologie, das Anfang 2004 schrittweise geschlossen wurde.
Das Max-Planck-Institut für Virusforschung wurde von 1984 bis 2021 in Max-Planck-Institut für Entwicklungsbiologie umbenannt. Seit 2022 trägt es den Namen Max-Planck-Institut für Biologie Tübingen.

## Forschung
In den ersten Jahrzehnten in Berlin-Dahlem war das Institut durch das Konzept von Theodor Boveri geprägt, der als Gründungsdirektor vorgesehen war, das Amt aber aus gesundheitlichen Gründen nicht antreten konnte. Die Evolutionsbiologie war nicht vertreten. Forschungsschwerpunkte waren Entwicklungsbiologie, Physiologie, Protozoologie und Genetik. Allerdings lehnten die Genetiker des Instituts die durch Thomas Hunt Morgan begründete Lehre von der linearen Anordnung der Gene auf den Chromosomen zunächst ab, was den Erkenntnisfortschritt hemmte.
Genetik, Sinnesphysiologie und Entwicklungsphysiologie (vor allem die Vorgänge bei der Metamorphose) wurden anfangs überwiegend an Insekten erforscht, etwa an Schmetterlingen, Motten und Bienen. Daneben dienten Frösche und Froschlurche als Versuchstiere für physiologische Fragestellungen.
Die Entwicklungslehre am Institut war zunächst stark von Hans Spemann geprägt, der die Zellteilung erforschte und in Transplantationsversuchen an Molchembryonen das später nach ihm benannte embryonale Signalzentrum, den Spemann-Organisator, nachwies. Otto Warburg erforschte die Zellphysiologie, insbesondere die mitochondriale Atmungskette, die Entstehung von Krebs und die Photosynthese.
Weitere bedeutende Forschungsthemen waren der Aufbau und die Funktion des Muskels, Riesenchromosomen bei Mücken und Fliegen, die Unterschiede zwischen Euchromatin und Heterochromatin sowie die Zellkommunikation bei Algen und Schleimpilzen. Die Botaniker des Instituts untersuchten die Blütenbildung, Reaktionen auf Kältereize, circadiane Rhythmik, die Carotinoid-Biosynthese, extranukleare Organellen wie die Chloroplasten, die Pflanzenzucht aus zellwandlosen Protoplasten (vor allem an Tabak) und die Erzeugung von Hybridpflanzen (etwa aus Tomaten- und Kartoffelpflanzen) durch die Verschmelzung solcher Protoplasten.
Eine 1941 gemeinsam mit dem Kaiser-Wilhelm-Institut für Biochemie und der IG Farben gegründete "Arbeitsstätte für Virusforschung" wurde 1945 wieder aufgelöst, aber am Institut wurde weiterhin an Tabakmosaikviren und Bakteriophagen geforscht.
Später lösten Bakterien und die Taufliege Drosophila Frösche und Pflanzen als Versuchsobjekte der Institutsgenetiker ab. In den 1980er-Jahren wurde am Institut vor allem die Struktur, Funktion und Biosynthese von Bakterienzellwänden und biologischen Membranen erforscht. Ein weiterer Arbeitsschwerpunkt war die Immunologie, insbesondere die Transplantatabstoßung. Im Jahr 2000 lag der Fokus auf Immungenetik, Membranbiochemie und Infektionsbiologie.